# Бањо Лад (Болцано)
Бањо Лад (итал. Bagno Lad) је насеље у Италији у округу Болцано, региону Трентино-Јужни Тирол.
Према процени из 2011. у насељу је живело 322 становника. Насеље се налази на надморској висини од 707 м.